# Wallace-vandpost
En Wallace-vandpost er en offentlig vandpost, som er designet af Charles-Auguste Lebourg og konstrueret i støbejern. Der er opstillet en lang række Wallace-vandposter rundt omkring i Paris i Frankrig, hovedsageligt på de mest befærdede fortove. Vandposterne er opkaldt efter Richard Wallace, der bekostede fremstillingen af dem. Posterne blev rost for deres æstetik og nævnes blandt de symboler, der karakteriserer byen. Der findes et eksemplar af en Wallace-vandpost uden for Wallace Collection, som er det London-galleri, der huser de kunstværker, som Wallace, der var en stor kunstmæcen, samlede.
Der findes en lang række Wallace-vandposter i byen, heriblandt 67 store modeller. Senere er de også introduceret andre steder, både i andre franske byer som Nantes, Toulon og Clermont-Ferrand og i byer andre steder i verden som Barcelona, Zürich, Rio de Janeiro, Montreal, Jerusalem og Macau.

- Folk, der drikker af en Wallace-vandpost på Bastilledagen, 1911
- Eksemplar på Esplanade Pierre-Vidal-Naquet
- Eksemplar i Bahnhofstrasse i Zürich

|  | Denne artikel kan blive bedre, hvis der indsættes geografiske koordinater Denne artikel omhandler et emne, som har en geografisk lokation. Du kan hjælpe ved at indsætte koordinater i wikidata. |